# 亜塩素酸ナトリウム
亜塩素酸ナトリウム（あえんそさん—）は、亜塩素酸のナトリウム塩で、化学式 NaClO2 と表される無機化合物である。毒物及び劇物取締法により劇物に指定されている。また日本の消防法では危険物第1類の酸化性固体に分類される。

## 合成
二酸化塩素に水酸化ナトリウムと過酸化水素とを反応させると、亜塩素酸ナトリウムが得られる（式）。
{\displaystyle {\ce {2ClO2\ + 2NaOH\ + H2O2 -> 2NaClO2\ + O2\ + 2H2O}}}

## 性質
白色の結晶で、水によく溶ける。特異な刺激臭があり、水溶液に塩素（式）、あるいは次亜塩素酸ナトリウムを作用させたり、電気酸化を行うと、二酸化塩素が発生する。
{\displaystyle {\ce {2NaClO2\ + Cl2 -> 2ClO2\ + 2NaCl}}}
加熱により分解し、塩素酸ナトリウム (NaClO3) と塩化ナトリウム (NaCl) に変わる。

## 用途
亜塩素酸ナトリウムは漂白剤、酸化剤としても用いられる。
また、有機合成化学では、アルデヒドをカルボン酸へ変換する酸化剤として用いられる（式）。この反応の活性種は亜塩素酸 (HClO2) である。
{\displaystyle {\ce {RCHO\ + HClO2 -> RCO2H\ + HOCl}}}
反応は多くの場合、リン酸緩衝液などで pH を微弱な酸性に保った状態で行われる。さらに、系中で発生する次亜塩素酸 (HClO) など、副反応を誘発する塩素化合物を捕捉するために、2-メチル-2-ブテンなどの捕捉剤（スカベンジャー）が添加される。
この反応は、収率や化学選択性が高く、後処理が簡便であるため、カルボン酸の合成法として非常に重要である。1級アルコールをカルボン酸に変換する場合でも、強い酸化剤を用いてアルコールを1段階で直接カルボン酸に変えようとするよりも、スワーン酸化やTPAP酸化によりアルコールをいったんアルデヒドに変え、それから上式の手法でカルボン酸とするほうが、収率や選択性が上回る場合が多い。全合成などで多用される手法である。

## 関連物質
- 亜塩素酸
- 二酸化塩素
- 亜塩素酸カリウム
- 塩化ナトリウム
- 次亜塩素酸ナトリウム
- 塩素酸ナトリウム
- 過塩素酸ナトリウム
- ミラクルミネラルソリューション